# Barbosella gardneri
Barbosella gardneri é uma espécie de orquídea originária do Brasil.